# Guido Andloviz
Guido Andlovitz (Trieste, 7 marzo 1900 – Grado, 9 settembre 1971) è stato un designer, ceramista e architetto italiano.

## Biografia
Nasce a Trieste da Edoardo, farmacista a Grado, e Carmela Pasqualis.
Durante la prima guerra mondiale la sua famiglia è sfollata a Firenze dove frequenta l’Istituto Tecnico Galileo Galilei. Alla fine del conflitto è a Milano dove frequenta la Reale Accademia di Belle Arti di Brera, dove è allievo di Piero Portaluppi, e si laurea in Architettura al Politecnico di Milano.
Appena laureato, nel 1923 inizia a collaborare come consulente artistico alla SCI (acronimo di Società Ceramica Italiana) di Laveno Mombello introdottovi dal suo maestro Portaluppi. 
Imposta una produzione che nei primi tempi si ispira ai modelli francesi, ma in seguito si avvicina maggiormente a modi tedeschi e viennesi. Si cimenta anche nel disegnare opere nel nuovo stile futurista. 
Nel 1927 con SCI partecipa alla III Biennale di Monza raccogliendo il personale apprezzamento di Papini.
Nel 1927 diventa direttore della produzione dedicandosi alla progettazione di manufatti caratterizzati da forme e decori intercambiabili per combinare così il design di alto livello con la produzione di serie.
Gli anni dal 1925 e il 1929 sono i più proficui della sua opera quando, vicino alle linee di pensiero di Giò Ponti, alla fine degli anni ’20 opera una rivisitazione dei decori e delle forme del Settecento lombardo riproponendone versioni moderne, soprattutto dei lavori di Clerici, che ebbero immediato successo di pubblico e di critica. Famose sono le serie in terraglia dura con decori di figure giocose denominate Vecchia Milano e le successive con decori Lago Maggiore.
I suoi lavori denotano un'acuta comprensione di quanto avveniva negli ambienti culturali del suo tempo, aprendo una sorta di rivalità professionale ricca di frutti e conseguenze per il design italiano con Gio Ponti, ispiratore della produzione della fiorentina Richard-Ginori.
Tra gli anni Venti e gli anni Quaranta progetta per la SCI una serie di oggetti di grande innovazione stilistica e di notevole purezza formale i cui esempi migliori sono forse quelli privi di decorazione, tra cui possiamo certamente annoverare il famoso Vaso globulare (denominato Vaso 1316) messo in produzione nel 1936 e considerato un vero capolavoro dell'arte ceramica del Novecento europeo.
Nel 1940 presenta alla VII Triennale di Milano il grande vaso in grès con decoro di architetture della Roma Imperiale che riscuote un grande successo.
Agli anni ’50 si possono far risalire i suoi progetti architettonici per la realizzazione di case per i lavoratori in Laveno Mombello, testimonianza della poliedricità delle sue competenze.
Alla fine degli anni Cinquanta lascia la direzione della SCI.
Andloviz perseguì anche una più appartata produzione destinata al design d’arredamento per la ditta Meroni di Lissone. 
Nel Museo Internazionale del Design ceramico di Laveno – Mombello una intera sala gli è stata dedicata e raccoglie una selezione delle sue opere più famose. Suoi disegni, studi e schizzi preparatori sono invece raccolti negli archivi comunali.

## Galleria d'immagini

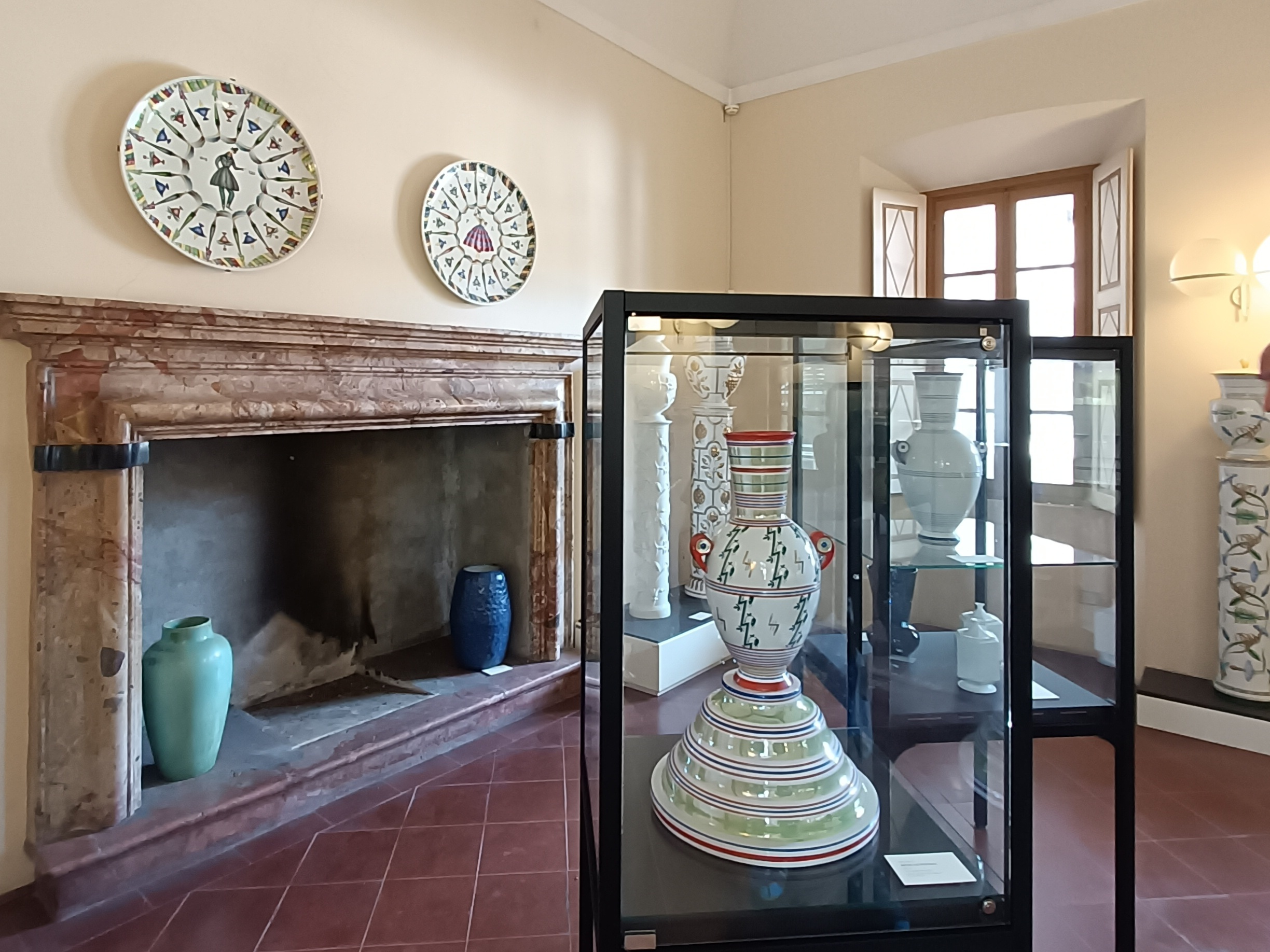
Sala Guido Andlovitz del Museo Internazionale Design Ceramico di Laveno Mombello
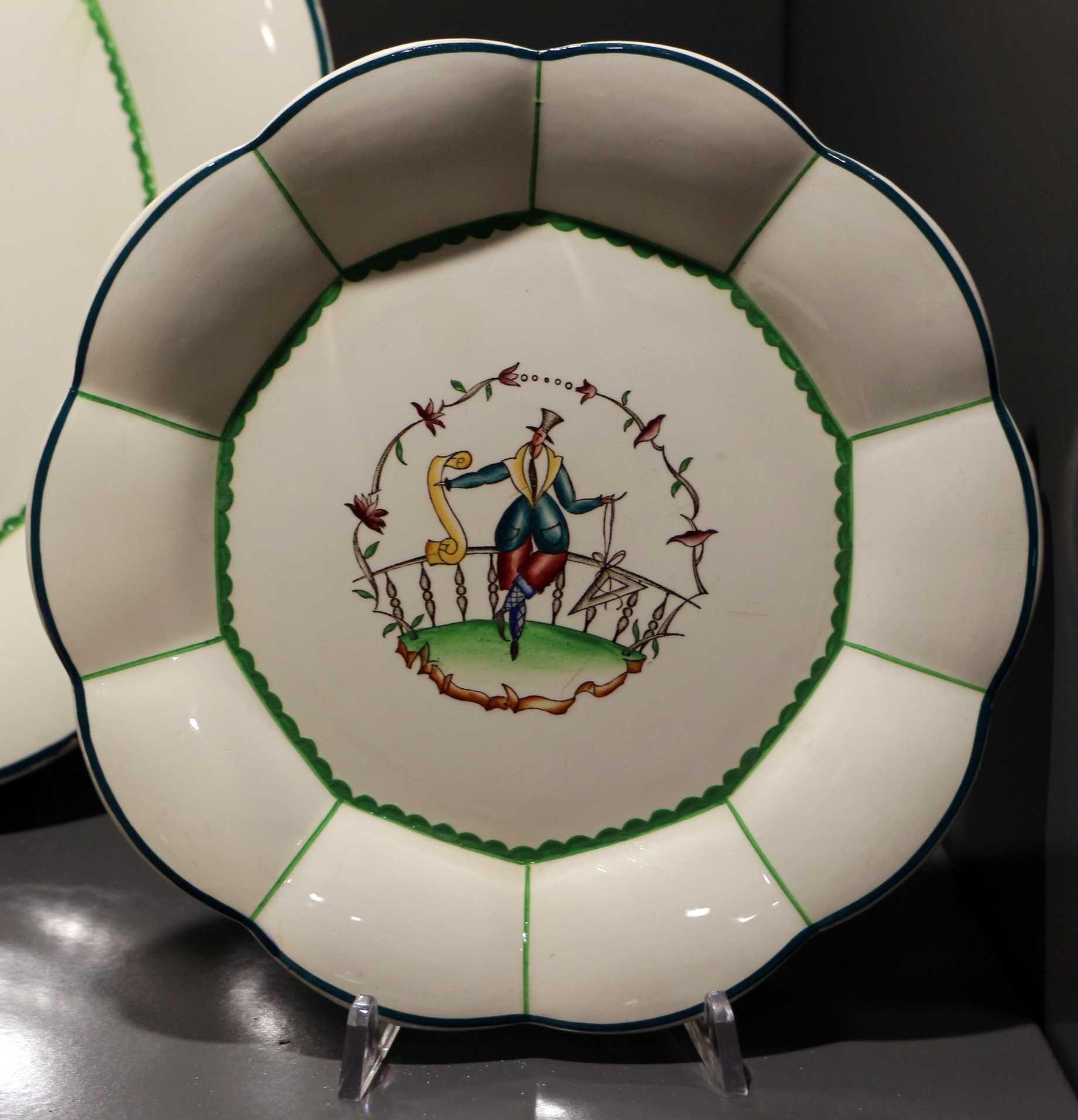
Servizio Monza 1925 ca
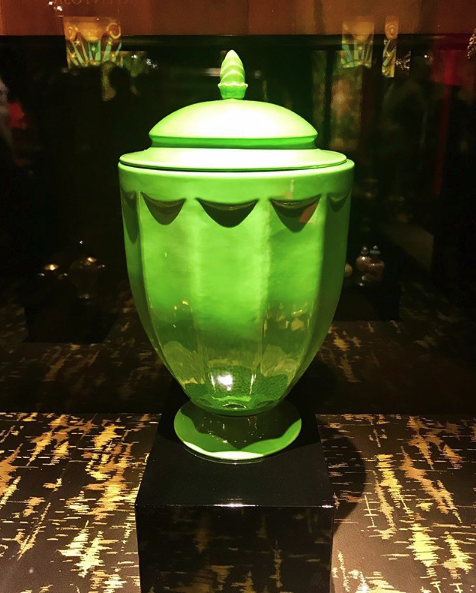
Vaso Monza 49 Vittoriale degli Italiani, Gardone Riviera
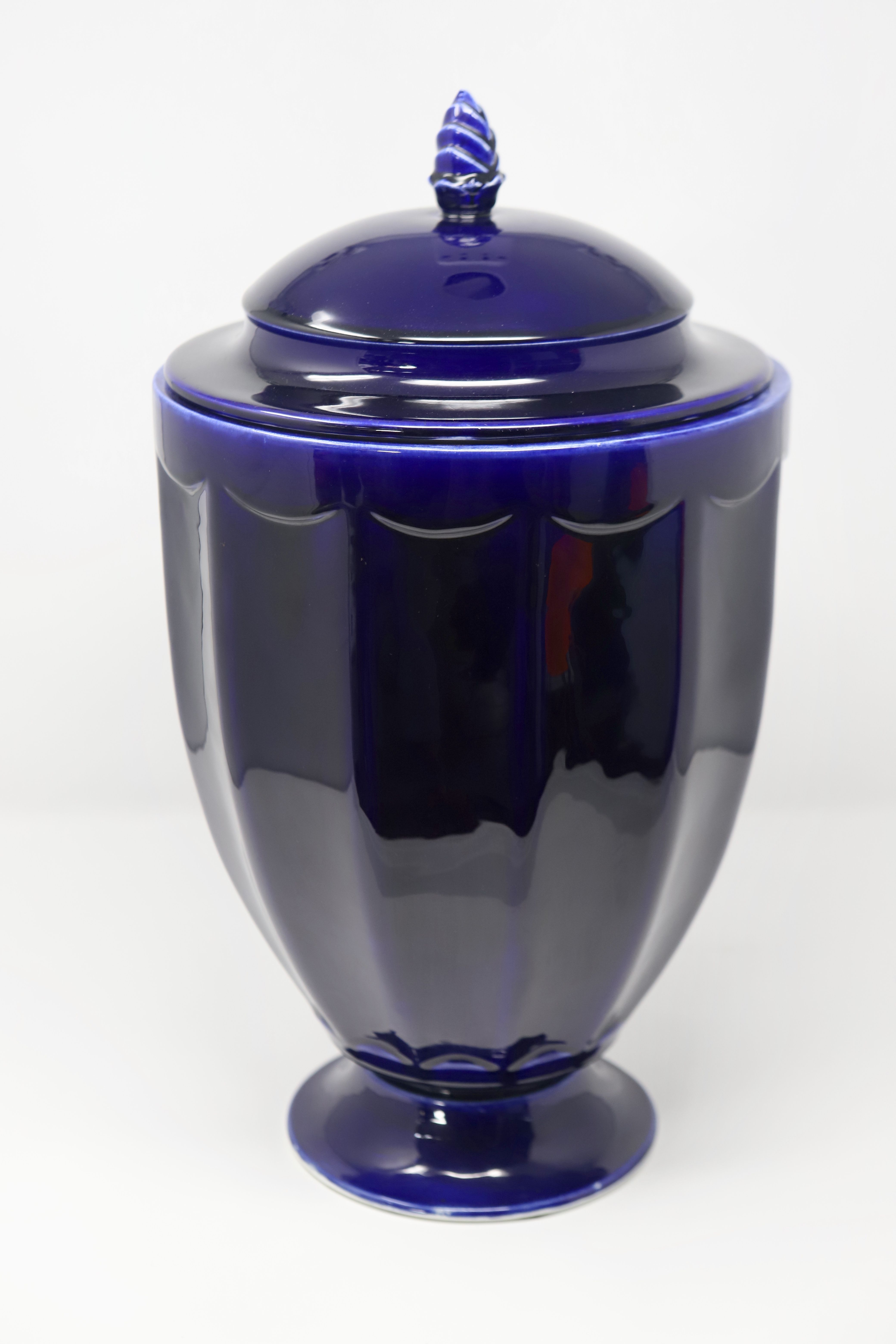
Vaso Monza 49 blu cobalto, 1927 collezione privata, Brescia
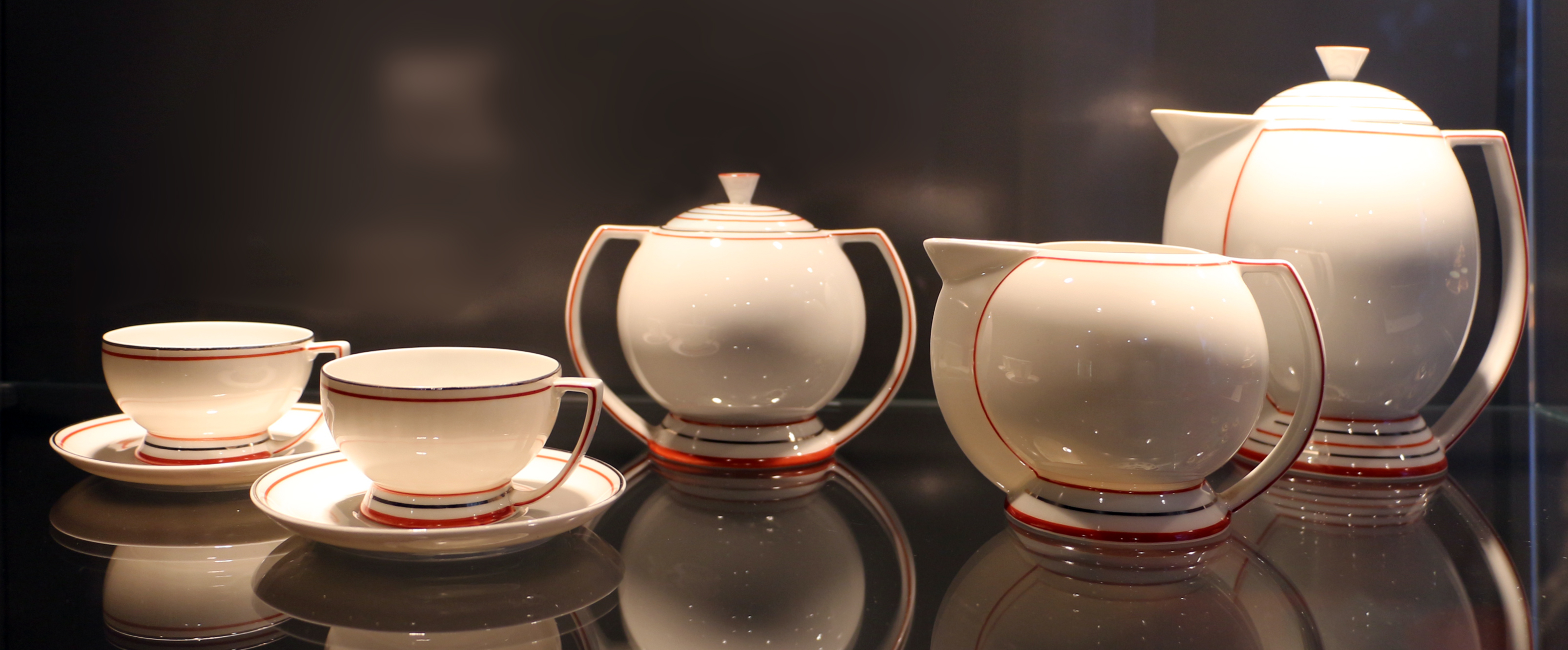
Servizio da tè 1933